# Campeonato Europeo de Patinaje de Velocidad sobre Hielo de 2006
El C Campeonato Europeo de Patinaje de Velocidad sobre Hielo se celebró en Hamar (Noruega) del 14 al 15 de enero de 2006 bajo la organización de la Unión Internacional de Patinaje sobre Hielo (ISU) y la Federación Noruega de Patinaje sobre Hielo.
Las competiciones se realizaron en el Pabellón Olímpico de la ciudad noruega. 

## Resultados

### Masculino
| Evento                      | Oro                                     | Plata                                   | Bronce                                |
| --------------------------- | --------------------------------------- | --------------------------------------- | ------------------------------------- |
| 500 m (14.01)               | Konrad Niedźwiedzki · Polonia · 36,01 s | Ivan Skobrev · Rusia · 36,74 s          | Enrico Fabris · Italia · 36,75 s      |
| 1500 m (15.01)              | Enrico Fabris · Italia · 1:47,57        | Konrad Niedźwiedzki · Polonia · 1:49,16 | Håvard Bøkko · Noruega · 1:49,36      |
| 5000 m (15.01)              | Eskil Ervik · Noruega · 6:23,33         | Sven Kramer · Países Bajos · 6:24,26    | Enrico Fabris · Italia · 6:24,33      |
| 10 000 m (15.01)            | Lasse Sætre · Noruega · 13:14,15        | Sven Kramer · Países Bajos · 13:14,51   | Øystein Grødum · Noruega · 13:14,52   |
| Clasificación total (15.01) | Enrico Fabris · Italia · 151,523 pts.   | Eskil Ervik · Noruega · 152,108 pts.    | Håvard Bøkko · Noruega · 152,449 pts. |

### Femenino
| Evento                      | Oro                                           | Plata                                           | Bronce                                        |
| --------------------------- | --------------------------------------------- | ----------------------------------------------- | --------------------------------------------- |
| 500 m (14.01)               | Yekaterina Lobysheva · Rusia · 39,27 s        | Yekaterina Abramova · Rusia · 39,44 s           | Claudia Pechstein · Alemania · 39,60 s        |
| 1500 m (15.01)              | Ireen Wüst · Países Bajos · 1:57,16           | Renate Groenewold · Países Bajos · 1:57,77      | Claudia Pechstein · Alemania · 1:58:04        |
| 3000 m (14.01)              | Ireen Wüst · Países Bajos · 4:05,79           | Claudia Pechstein · Alemania · 4:08,47          | Martina Sáblíková · República Checa · 4:08,60 |
| 5000 m (15.01)              | Martina Sáblíková · República Checa · 7:05,10 | Claudia Pechstein · Alemania · 7:08,20          | Renate Groenewold · Países Bajos · 7:08,79    |
| Clasificación total (15.01) | Claudia Pechstein · Alemania · 163,159 pts.   | Renate Groenewold · Países Bajos · 163,597 pts. | Ireen Wüst · Países Bajos · 163,849 pts.      |

## Medallero
- Solo se otorgan medallas en la clasificación general.

| Núm. | País         | Oro | Plata | Bronce | Total |
| ---- | ------------ | --- | ----- | ------ | ----- |
| 1    | Alemania     | 1   | 0     | 0      | 1     |
| 1    | Italia       | 1   | 0     | 0      | 1     |
| 3    | Noruega      | 0   | 1     | 1      | 2     |
| 3    | Países Bajos | 0   | 1     | 1      | 2     |
|      | TOTAL        | 2   | 2     | 2      | 6     |